# 曼普里特·辛格
曼普里特·辛格（Manpreet Singh，1992年6月26日—），印度男子曲棍球运动员，2014年亚洲运动会男子曲棍球金牌得主、2018年亚洲运动会男子曲棍球铜牌得主、2020年夏季奥运会男子曲棍球铜牌得主、2022年亚洲运动会男子曲棍球金牌得主。